# Remigia vitiensis
Remigia vitiensis är en fjärilsart som beskrevs av George Francis Hampson 1913. Remigia vitiensis ingår i släktet Remigia och familjen nattflyn. Inga underarter finns listade.